# La Panouse
La Panouse (okcitán nyelven La Panosa) község Franciaország déli részén, Lozère megyében. 2011-ben 79 lakosa volt.

## Fekvése
La Panouse a Margeride-hegység keleti oldalán fekszik, Grandrieu-től 10 km-re délnyugatra, 1260 méteres (a községterület 1177-1506 méteres) tengerszint feletti magasságban, a Prat Redoun patak völgyében. A falutól északra magasodik a Roc de Fenestre 1486 méter magas csúcsa. A falutól nyugatra, a Margeride gerincén található a Baraque de Bor állami erdő.
Északról Saint-Paul-le-Froid és Grandrieu, keletről és délről Saint-Sauveur-de-Ginestoux, nyugatról pedig La Villedieu községekkel határos. Nyugati határát a Margeride-hegység gerince alkotja, melyen át a D34-es megyei út vezet a Truyère völgyébe a Trois Soeurs-hágón (1470 m) keresztül. A D985-ös út a Grandrieu-patak völgyén át Grandrieu felé teremt összeköttetést.
A községhez tartozik Boniac, Montagnac, Le Viala, Les Chasses, Les Gardilles és Espinouse.

## Története
A történelmi Gévaudan tartományban fekvő falut a 13. században, mint a Chaise-Dieu-i monostorhoz tartozó plébániát említik először.

### Demográfia
| Év   | Lakosság |
| ---- | -------- |
| 1793 | 496      |
| 1851 | 547      |
| 1876 | 581      |
| 1901 | 565      |
| 1936 | 376      |

| Év   | Lakosság |
| ---- | -------- |
| 1946 | 368      |
| 1954 | 304      |
| 1962 | 288      |
| 1968 | 225      |

| Év   | Lakosság |
| ---- | -------- |
| 1975 | 197      |
| 1982 | 161      |
| 1990 | 129      |
| 1999 | 105      |
| 2010 | 77       |

## Nevezetességei
- Temploma a 12. században épült román stílusban.
- A falu temetőjében található egy 13. századi sírkő.
- Col des Trois Soeurs - az 1470 méter magas hágó a nevét három nővérről (Justine, Eliza és Aurelie) kapta, akik halálra fagytak, miközben a villedieu-i bálba mentek[2]
- Roc de Fenestre (1486 m) - a hegy csúcsáról körpanorámás kilátás nyílik.

## Kapcsolódó szócikk
- Lozère megye községei